# Tired of Being Alone
Tired of Being Alone is een nummer van de Amerikaanse soulzanger Al Green uit 1971. Het is de enige single van zijn derde studioalbum Al Green Gets Next to You.

## Achtergrondinformatie
"Tired of Being Alone" is een soulnummer dat, zoals de titel al doet vermoeden, gaat over een man die het zat is alleen te zijn en graag een vrouw om zich heen wil. Green kreeg de inspiratie voor het nummer toen hij de dag na een show in Detroit in een motel op het platteland van Michigan voor zonsopgang wakker werd en de melodie in zijn hoofd kreeg. Een halfuur later had hij het nummer geschreven, maar toen hij het wilde opnemen, lag zijn producer Willie Mitchell dwars. Mitchell zag niets in Greens eigen materiaal opnam; Green nam tot dusver enkel covers op. Later ging Mitchell echter toch overstag. Het nummer werd eind 1968 al geschreven en had moeten verschijnen op het album Green Is Blues (1969). Wegens problemen met de opnames werd de productie van het nummer uitgesteld tot het volgende album.
Het nummer werd Greens eerste grote solohit in Amerika en bereikte daar de 11e positie in de Billboard Hot 100. Hoewel het nummer in Nederland en België geen hitlijsten bereikte, geniet het wel veel bekendheid en groeide het later alsnog uit tot een evergreen.

## Tracklijst
- 7"

1. "Tired of Being Alone" - 2:45
2. "Get Back, Baby" - 2:10